# Boothen
Boothen – wieś w Anglii, w hrabstwie Staffordshire. Leży 21 km na północ od miasta Stafford i 217 km na północny zachód od Londynu.